# Донатас Мотијејунас
Донатас Мотијејунас (литв. Donatas Motiejūnas; Каунас, 20. септембар 1990) литвански је кошаркаш. Игра на позицијама крилног центра и центра.

## Успеси

### Клупски
- Проком Гдиња:
  - Првенство Чешке (1): 2011/12.
- Жалгирис:
  - Балтичка лига (1): 2007/08.
  - Првенство Литваније (1): 2007/08.
  - Куп Литваније (1): 2008.

### Репрезентативни
- Европско првенство:  2013.
- Европско првенство до 18 година:  2008.
- Европско првенство до 20 година:  2008.

### Појединачни
- Звезда у успону Еврокупа (1): 2010/11.
- Најкориснији играч Европског првенства до 20 година (1): 2008.